# Eduard der Ältere

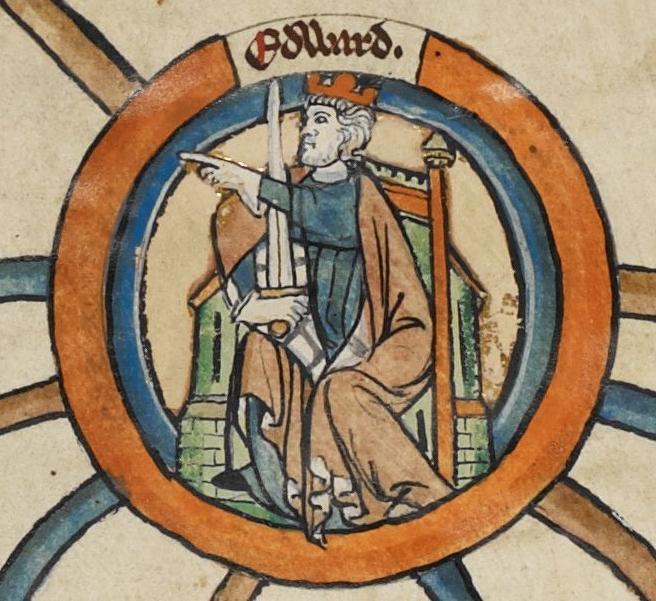
Eduard der Ältere

Eduard der Ältere, englisch: Edward the Elder (* um 874; † 17. Juli 924 in Farndon, Cheshire) war von 899 bis 924 König der Angelsachsen.
Unter seiner Herrschaft wurde der Einfluss der dänischen Wikinger im Norden und Osten des heutigen Englands zurückgedrängt. Gemeinsam mit seiner Schwester Æthelflæd eroberte Eduard Teile vom dänisch beherrschten Mercia und East Anglia zurück. Um 920 kontrollierte Eduard Wessex, Mercia und die größten Teile des heutigen Englands bis zum Humber. Die zeitgenössische angelsächsische Chronik berichtet sogar von einer Unterwerfung schottischer, walisischer und dänischer Herrscher im Norden Britanniens unter Eduard, wobei das Ausmaß einer tatsächlichen Unterwerfung unter heutigen Historikern umstritten ist. Historiker betrachten jedoch Eduard neben Alfred dem Großen, Æthelflæd und König Æthelstan als den angelsächsischen Herrscher, der die Grundlagen für ein vereinigtes England gelegt hat.
Er war Sohn und Nachfolger von König Alfred dem Großen.

## Historischer Hintergrund

Königreich Wessex und das Gebiet des Danelag um 878

In der zweiten Hälfte des 9. Jahrhunderts eroberten dänische und norwegische Wikinger einen Teil des Nordens und Ostens Englands. Ein großer Teil der angelsächsischen Königreiche fiel unter ihren Einfluss, schließlich war selbst die Existenz des Königreichs Wessex bedroht. Alfred der Große, König von Wessex 871–899, gelang es schließlich, mit einer Kombination aus einem Bau von Befestigungsanlagen (burhs) und militärischen Erfolgen, die Wikinger zurückzudrängen. Bedeutend war die Schlacht bei Edington 878, in dessen Folge er einen Friedensvertrag mit dem König der dänischen Wikinger, Guthrum, aushandeln konnte. Damit war England de facto zweigeteilt: ein Herrschaftsbereich der Dänen, das Danelag, und der englische Herrschaftsbereich, hauptsächlich König Alfreds Wessex und seine Verbündeten. Als Alfred 899 starb, war sein Herrschaftsbereich in sich befestigt und straff geführt.

## Leben

### Jugend
Eduard war der Sohn von König Alfred dem Großen von Wessex und Ealhswith, einer Adeligen aus dem Königreich Mercia. Eduards genaues Geburtsdatum ist nicht belegt, Historiker schätzen es auf die Zeit zwischen 871 und 874. Eduard war der zweitälteste Sohn und damit ein Kandidat für die Nachfolge seines Vaters Alfred des Großen, da sein älterer Bruder Edmund vor 899 gestorben war. Neben Eduard hatten Alfred und Ealswith weitere Kinder, von denen fünf das Erwachsenenalter erreichten: Das älteste Kind war die Tochter Æthelflæd, die Æthelred, den Herrscher von Mercia, heiratete und nach seinem Tod selbst bis 918 über Mercia herrschte. Es folgten Eduard sowie Eduards jüngere Schwestern Æthelgifu und Ælfthryth. Æthelgifu wurde später Äbtissin von Shaftesbury, während Ælfthryth Baldwin, den Grafen von Flandern, heiratete. Der Jüngste schließlich war Æthelweard.
Durch Alfreds Biograf Asser weiß man, dass Eduard und seine Schwester Ælfthryth gemeinsam am Hof durch Tutoren erzogen wurden. Alfred ist als Förderer der Bildung und der Künste bekannt, so kann man davon ausgehen, dass er einigen Wert auf die Erziehung seiner Kinder gelegt hat.

### König der Angelsachsen
Nach Alfreds Tod 899 trat Eduard Alfreds Nachfolge an. Der Thron von Wessex wurde jedoch auch von Eduards Vetter Æthelwold beansprucht, der als Sohn von Æthelred, Alfreds Bruder und Vorgänger als König, ebenfalls ein Anrecht darauf geltend machen konnte. Eduards Stellung als König war damit kurzzeitig bedroht, denn Æthelwold holte sich die Unterstützung der Wikinger in Northumbria und East Anglia. Diese Bedrohung endete jedoch, als Æthelwold 904 in einer Schlacht gegen Eduards Truppen fiel.
Eduard wurde am 8. Juni (Pfingsten) 900 zum König gekrönt. Eduards Vater, König Alfred der Große, hatte sich selbst nach militärischen Erfolgen und Ausweitung seines Einflussbereiches auf den Süden Britanniens als König der Angelsachsen bezeichnet. Historiker gehen davon aus, dass Eduard sich ebenso nicht nur als König von Wessex, sondern als König der Angelsachsen sah. Allerdings ist umstritten, wie weit Eduards Einfluss über Wessex hinaus ging, speziell was Mercia betraf. Es gibt einerseits historische Quellen wie die B-Version der angelsächsischen Chronik und Urkunden aus Mercia, in denen ein Verweis auf die Oberhoheit Eduards fehlt. Diese deuten auf eine gewisse Eigenständigkeit Mercias hin. Andererseits liegen auch Urkunden vor, in denen die Herrscher von Mercia, Eduards Schwester Æthelflæd und ihr Mann Æthelred, die Oberhoheit Eduards anerkennen, sowie weitere Urkunden, in denen Eduard selbst über Ländereien in Mercia verfügt. Auch gibt es keine eigene Münzprägung im Namen von Æthelflæd und Æthelred als Herrscher von Mercia. Einige Historiker betrachten Eduard deshalb nach Alfred als zweiten König, der über Wessex, Mercia und weitere abhängige Königreiche und damit über alle Angelsachsen herrschte.

### Militärische und politische Errungenschaften
Seinen ersten wichtigen militärischen Erfolg erzielte Eduard gegen das dänische Northumbria, in das er 909 einfiel und fünf Wochen plünderte, bevor die Dänen einen Friedensschluss akzeptierten. Als 910 die Dänen zurückschlugen und den englischen Teil von Mercia überfielen, wurden sie von einer gemeinsamen Armee aus Mercia und Wessex schließlich bei Tettenhall im heutigen Staffordshire eingeholt und besiegt. Als Konsequenz waren die Dänen in Northumbria so geschwächt, dass sie im Anschluss nicht weiter gegen das Königreich Wessex und seine verbündeten Königreiche kämpften, was Eduard die Möglichkeit eröffnete, gegen die Dänen in Mercia und East Anglia vorzugehen.
Zwischen 907 und 920 kooperierten Eduard, seine Schwester Æthelflæd und ihr Mann Æthelred, der Herrscher von Mercia, im Kampf gegen die Dänen im Nordosten Englands. Im Jahr 917 wurde das Königreich East Anglia unter Edward dem Älteren zurückerobert und ging als Earldom (Grafschaft) im Königreich Wessex auf. Durch den Bau von Befestigungen und Gründung befestigter Orte (burhs) sicherte Eduard die Verteidigung seines Einflussbereiches, ebenso durch Eroberungszüge. 918 erreichte Eduard beispielsweise, dass die Dänen in Stamford (Lincolnshire) sich ihm unterwarfen und eroberte Nottingham, damals ein befestigter Ort (burh); beide Orte gehörten zu den Five Boroughs of Mercia, den wichtigsten Siedlungen der dänischen Wikinger in Mercia. Derby und Leicester, ebenfalls zu den Five Boroughs gehörig, waren von Æthelflæd eingenommen worden.
Eduard führte das Burgenbauprogramm fort, das schon sein Vater Alfred begonnen hatte, um bessere Verteidigungen gegen die Dänen zu etablieren. So wurde unter Eduards Herrschaft 919 in Thelwall (Cheshire) und 920 in Bakewell (Derbyshire) Befestigungen errichtet. Eduard besetzte 919 auch Manchester, wo er vermutlich schon zur Römerzeit existierende Befestigungen reparierte.
Während Mercia unter Æthelred und Æthelflæd eine gewisse Eigenständigkeit bewahrt hatte, änderte sich dies mit dem Tod Æthelflæds 918. Nach ihrem Tod übernahm zunächst Æthelflæds Tochter Ælfwynn die Herrschaft in Mercia; sie wurde jedoch schon nach wenigen Monaten von Eduard abgesetzt, woraufhin Mercia direkt von Eduard beherrscht wurde.
Eduard hatte damit seinen Einflussbereich während seiner Herrschaft von Wessex und den abhängigen Königreichen im Süden Englands über Mercia bis südlich vom Fluss Humber im Norden ausgeweitet. Nach der angelsächsischen Chronik erkannten schließlich auch die Könige von Schottland und des walisischen Strathclyde, der Herrscher des nordhumbrischen Teilreiches Bamburgh und der norwegische Wikingerkönig Ragnald von York Eduards Oberhoheit an. Ob dies tatsächlich eine Unterwerfung war, ist unter heutigen Historikern umstritten. Eine alternative Interpretation der Quellen und der historischen Situation ist, dass die von der Chronik genannte Unterwerfung möglicherweise ein Friedensvertrag war, der die Machtverteilung zwischen Eduard und den dänischen, walisischen und schottischen Herrschern festlegte.
Eduard starb 924 auf seinem Landgut in Farndon südlich von Chester, kurz nachdem er versucht hatte, eine lokale Rebellion der Stadt Chester zu unterdrücken. Eduards Sohn Æthelweard überlebte Eduard nur um einige Tage. Nachfolger von Eduard wurde Eduards Sohn Æthelstan, der auch als erster König Englands bezeichnet wird.

## Nachwirkung
Eduard wurde von späterer mittelalterlicher Geschichtsschreibung bewundernd dargestellt, geriet aber später eher in Vergessenheit. Dies ist zum einen der Tatsache geschuldet, dass aus seiner Lebenszeit relativ wenig Quellen erhalten sind, so liegen für die Jahre von 909 bis 921 keine königlichen Urkunden vor. Zum anderen werden Eduards Errungenschaften durch die Taten seines Vaters, König Alfred den Großen, sowie seines Sohnes Æthelstan, der als der erste König eines vereinigten Englands betrachtet wird, überschattet. So gibt es zu Alfred und Æthelstan eine Vielzahl von Biografien und historischen Forschungsarbeiten, ebenso zu anderen Persönlichkeiten aus der Zeit Eduards wie etwa Æthelflæd, der Herrscherin von Mercia. Nach dem Historiker Nick Higham ist Eduard einer der am meisten in der historischen Forschung vernachlässigten englischen Könige, obwohl während seiner 25-jährigen Herrschaft erheblich dazu beitrug, seinen Herrschaftsbereich zu erweitern und ein vereintes angelsächsisches Königreich im Süden Englands zu etablieren.
Dies hat sich unter anderem mit der Veröffentlichung eines Konferenzbandes 2001 geändert, in dem die wichtigsten Forschungsergebnisse zu Eduard zusammengetragen wurden. Historische Werke seit den 2000er Jahren betrachten Eduards Errungenschaften während seiner 25-jährigen Regierung als beeindruckend. Eduard wird aufgrund seiner Expansionspolitik ebenso wie Alfred, Æthelflæd und Æthelstan als wichtiger Architekt des mittelalterlichen England betrachtet.

## Ehen und Nachkommen
In erster Ehe war er mit Egwina († 901/2), der Tochter eines Adeligen aus Wessex verheiratet. Mit ihr hatte er folgende Kinder:
- Æthelstan (König von England)
- Alfred († sehr jung)
- St. Edith (* um 900; † nach 927 in Tamworth) ⚭ 30. Januar 925/926, Sihtric Caoch, König von Northumbria († 927); seit 927 Äbtissin von Tamworth.

In zweiter Ehe heiratete er 901/902 Ælfflæd († 920), die Tochter des Ealdorman Ethelhelm. Mit ihr hatte er folgende Kinder:
- Æthelweard († 1. August 924 in Oxford), König von Wessex (17. Juli – 1. August 924)
- Edwin († 933)
- Eadgifu (Edgiva, Ogive; * um 903; † nach 951) ⚭ 1) 918/919, König Karl III. von Westfranken (* 879; † 929); ⚭ 2) 951, Heribert Graf von Meaux und Troyes (* um 910; † 980/984).
- Eadhild (* etwa 907/910; † 26. Januar 937) ⚭ 926/927, Hugo der Große, Herzog von Franzien und Graf von Paris (* um 895; † 956).
- Eadgyth (* um 910/913; † 946/947) ⚭ 930, Otto I., König des Ostfrankenreichs (* 912; † 973)
- Ælfgifu/Elgiva († 1005) ⚭ (möglicherweise) Herzog Boleslav II. von Böhmen († 999)[16] oder Louis, Bruder des Herzogs von Burgund[17] oder Conrad von Burgund[18]
- Eadflæd, Nonne
- Æthelflæd/Ethelfleda, Nonne
- Ælthelhild, Nonne
- Ælfflæd/Elfleda, Äbtissin im Kloster von Romsey?[18]

In dritter Ehe heiratete er um 920 Eadgifu von Kent (* um 903; † um 966), die Tochter des Ealdorman Sigehelm von Kent. Mit ihr hatte er folgende Kinder:
- Edmund I. (König von England)
- Eadred (König von England)
- St. Edburga (* um 922; † 15. Juni 960), Nonne in Nunnaminster
- Edgiva (* um 923) ⚭ entweder Ludwig III., König von Provence (* etwa 880; † 5. Juni 928) oder Ebehard, Graf auf dem Nordgau († etwa 960)

Eduard hatte zudem mindestens einen unehelichen Sohn:
- Gregor, Abt von Einsiedeln

## Historische Quellen

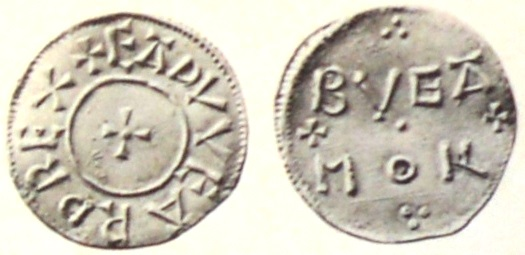
Münze von Eduard dem Älteren

Forschung zu Eduard dem Älteren ist aufgrund einer schlechten historischen Quellenlage schwierig. Während für Eduards Vater, Alfred den Großen, neben der Angelsächsischen Chronik auch eine zeitgenössische Biografie von Asser, sein Testament und eine Vielzahl von Urkunden vorliegen, ist die Quellenlage für Eduard schwierig: So fehlen beispielsweise alle königlichen Urkunden der Jahre 909 bis 921. Die Forschung zu Eduard greift deshalb neben schriftlichen Quellen auch auf Erkenntnisse aus Archäologie und Numismatik zurück.
Die wichtigste schriftliche Quellen zu Eduard ist die Angelsächsische Chronik, insbesondere die Version A, die sich zu Eduards Lebzeiten auf die Ereignisse in Wessex konzentriert. Aus archäologischen Ausgrabungen kennt man die Münzen, die zur Zeit Eduards geprägt wurden. Da man auch in Mercia Münzen mit Eduards Porträt vorfand, wird dies als Indiz gedeutet, dass Mercia Eduards Oberhoheit anerkannt hat. Außerdem deuten die vielfältigen Münzfunde von Münzen Eduards in großen Teilen des heutigen Englands darauf hin, dass Eduard seinen Einflussbereich erheblich ausgeweitet hat. Schließlich bestätigen archäologische Ausgrabungen auch die Bautätigkeiten Eduards, der sein Königreich zu seiner Regierungszeit mit Befestigungen gegen Überfälle aus dem Danelag und aus Wales gesichert hat.